# Максим (Марретта)
Епископ Максим (англ. Bishop Maximus, греч. Ἐπίσκοπος Μάξιμος, в миру Эмануи́л Марре́тта, англ. Emanuel Marretta, греч. Ἐμμανουὴλ Μαρέττα; род. 17 января 1979, Томс-Ривер, Нью-Джерси) — епископ Хризостомовского синода (Церковь истинно-православных христиан Греции) с титулом «епископ Пелагонский».
Тезоименитство — 3 февраля (21 января ст. ст.), день памяти преподобного Максима Исповедника.

## Биография
Родился 17 января 1979 года в городе Томс-Ривер, штат Нью-Джерси, США. Отец — протопресвитер Фома Марретта, который происходит из Агридженто (Акраганта) на Сицилии. Мать — Нэнси Рут Колдуэлл. В возрасте 11 лет вместе с семьёй переехал в Нью-Йорк.
В 1997 году поступил Свято-Троицкую духовную семинарию (РПЦЗ) в Джорданвилле, штат Нью-Йорк, США. В 1999 году стал послушником Свято-Троицкого монастыря. В 2001 году окончил обучение и перешёл в монастырь Вознесения Господня в Нью-Йорке, принадлежащий митрополии Америки, где 20 марта 2002 года в храме святого Максима Исповедника, где настоятельствовал его отец, Фома Марретта, митрополитом Америки Павлом (Стратигеасом) был пострижен в рясофор с именем Максим в честь святого Максима Исповедника. 21 января 2008 года им же был рукоположен в иеродиакона, 22 января 2008 года — и в иеромонаха.
В 2012 году епископом Бостонским Димитрием (Кириаку) был направлен с миссионерским визитом в Гватемалу, где ещё в 1998 году был основан приход во имя блаженной Ксении Петербургской, но не было постоянного священника. Иеромонах Максим, который с 2023 года стал регулярно посещать Гватемалу, попросил у митрополита благословение найти недвижимость для основания монастыря, поскольку был убеждён, что местная Церковь не может существовать без монашества. Епископ Димитрий, который стал наставником иеромонаха Максима после того, как состояние здоровья митрополита Павла (Стратигеаса), ухудшилось, с радостью дал благословение, так как всегда мечтал расширить миссионерскую деятельность в Гватемале и Латинской Америке в целом. При поддержке некоторых прихожан начался поиск подходящего участка. В 2015 году в Гватемале был основан скит во имя святого Игнатия Богоносца в Санта-Крус-Наранхо, примерно в двух часах езды к юго-востоку от города Гватемалы, где иеромонах Максим поселился и прожил несколько лет, после того как нынешний митрополит Американский Димитрий (Кириаку) назначил его главой миссионерских общин Хризостомовского синода в Латинской Америке. С самого начала миссионерской деятельности в Гватемале митрополит Американский Димитрий, основатель миссии, желал, чтобы Церковь основала кофейное производство. Он задумал это, поскольку Гватемала является одним из крупнейших в мире производителей кофе и славится высоким качеством своих кофейных зёрен. Иеромонах Максим и братия скита — иеромонах Игнатий, иеромонах Вениамин, монах Нектарий и послушник Христофор — начали возделывать плантацию. Весь доход от продажи кофе San Ignacio направляется в первую очередь на нужды монастыря и миссионерской деятельности.
1 мая 2019 года, Священный Синод Истинно-православной Церкви Греции (Хризостомовский синод) избрал его титулярным епископом, членом Епархиального Синода в Америке под началом митрополита Америки, с правом голоса, с титулом древней некогда Пелагонской епархии.
4 мая 2019 года в Священном монастыре Святых Архангелов в Афикии, Коринф, состоялась его архиерейская хиротония, которую совершили: архиепископом Афинский и всея Греции Каллиник (Сарандопулос), митрополит Пирейский и Саламинский Геронтий (Лударос), митрополит Аттикийский и Беотийский Хризостом (Маниотис), митрополит Фессалоникийский Григорий (Маркопулос), митрополит Димитриадский Фотий (Мандалис), митрополит Торонтский Моисей (Махани), митрополит Американский Димитрий (Кириаку) и епископ Мефонский Амвросий (Бэрд) и епископ Гардикийкий Климент (Пападопулос).
Епископ Пелагонский Максим, помимо английского, владеет русским, испанским и греческим языками. Постоянно проживает в монастыре святого Игнатия Богоносца в Гватемале и ведёт миссионерскую деятельность в Латинской Америке, а также в Африке.